# Meskea
Meskea is een geslacht van vlinders van de familie venstervlekjes (Thyrididae).

## Soorten
- M. dyspteraria Grote, 1877
- M. horror Dyar, 1913
- M. subapicula Dyar, 1913